# V792 Геркулеса
V792 Геркулеса (лат. V792 Herculis), HD 155638 — тройная звезда в созвездии Геркулеса на расстоянии приблизительно 989 световых лет (около 303 парсек) от Солнца. Видимая звёздная величина звезды — от +8,83m до +8,5m. Возраст звезды определён как около 2,55 млрд лет.
Пара первого и второго компонентов — двойная затменная переменная звезда типа Алголя (EA). Орбитальный период — около 27,537 суток.
Открыта Рэймондом Блумером в 1983 году**.

## Характеристики
Первый компонент — оранжево-жёлтая эруптивная переменная звезда типа RS Гончих Псов (RS) спектрального класса K0, или K0III, или G8IV*. Масса — около 1,47 солнечной, радиус — около 13,211 солнечного, светимость — около 62,705 солнечной. Эффективная температура — около 5473 K.
Второй компонент — жёлто-белая звезда спектрального класса F2IV, или F3V. Масса — около 1,41 солнечной, радиус — около 2,6 солнечного.
Третий компонент — коричневый карлик. Масса — около 15,76 юпитерианской. Удалён в среднем на 2,075 а.е..